# Захарченко, Вадим Викторович
Вади́м Ви́кторович Заха́рченко (19 февраля 1929, Новосибирск, Сибирский край, РСФСР, СССР  — 2 января 2007, Москва) — советский и российский актёр, заслуженный артист Российской Федерации (1993).

## Биография
Вадим Викторович Захарченко родился 19 февраля 1929 года в Новосибирске, учился в Одесском мореходном училище (1945—1948). По совету актёра Николая Черкасова сменил профессию и в 1953 году окончил ВГИК (мастерская С. Герасимова и Т. Макаровой). Актёр Театра-студии киноактёра в Москве.
Вадим Захарченко вошёл в историю отечественного кинематографа как блестящий мастер эпизода, характерный актёр второго плана. С одинаковым успехом Захарченко играл бандитов и интеллигентов, убийц и врачей, занудливых соседей и весёлых попутчиков. В любом образе он был органичен и естественен. Снялся более чем в 250 фильмах, преимущественно в ролях второго плана и эпизодах. Много работал на дубляже и озвучивании. Последние 6 лет жизни не снимался из-за плохого состояния здоровья.
Скончался 2 января 2007 года в Москве не дожив меньше 7 недель до своего 78-летия, в 20-й городской больнице, после тяжёлого инсульта. Информация о смерти в большинстве информагентств появилась лишь спустя неделю, поэтому иногда можно встретить неправильно указанную дату смерти актёра — 8 или 9 января. Тело было кремировано, а урна с прахом захоронена на Бабушкинском кладбище в Москве (участок № 18).

## Семья
Жена — Валентина Григорьевна (1938—1990), работала художником-гримером. Похоронена на Бабушкинском кладбище в Москве (участок № 18)
- Дочь — Наталья

## Фильмография
- 1946 — Клятва
- 1954 — Школа мужества — Федька Сырцов
- 1956 — Две жизни (Сёстры) — военный, попутчик в поезде
- 1956 — Сорок первый — есаул Кучковский
- 1957—1958 — Тихий Дон — Прохор Зыков
- 1958 — Очередной рейс — тракторист
- 1959 — Первый день мира — Фишер, немецкий офицер
- 1959 — Зелёный фургон — Горобчик
- 1959 — Я вам пишу — Эдик
- 1960 — Бессонная ночь — Дербенёв
- 1961 — Нахалёнок
- 1961 — За городской чертой — Гицэ
- 1962 — Весёлые истории — милиционер
- 1962 — Люди и звери — Саватеев
- 1963 — Им покоряется небо — монтёр
- 1963 — При исполнении служебных обязанностей — радист
- 1963 — Большой фитиль — пассажир сатирического экспресса
- 1964 — Дальние страны — Ермолай
- 1964 — Ко мне, Мухтар! — следователь
- 1964 — Какое оно, море? — Игнат
- 1964 — Я — «Берёза» — радист
- 1964 — Застава Ильича
- 1965 — Рано утром — дядя Костя
- 1965 — Совесть
- 1966 — Ваш сын и брат — доктор
- 1966 — Такой большой мальчик
- 1967 — Вий — Халява
- 1967 — Места тут тихие — Семён Трунин
- 1967 — Разбудите Мухина! — Николай I
- 1967 — Николай Бауман — филёр
- 1968 — Ошибка резидента — Леонид Круг
- 1968 — Мужской разговор — Пётр Иванович Пантюхин, отец Юры
- 1968 — Это было в разведке — лётчик, старший лейтенант
- 1969 — Тренер
- 1970 — Судьба резидента — Леонид Круг
- 1970 — Хуторок в степи
- 1970 — Денискины рассказы — сосед Дениски из похожего дома
- 1971 — Серебряные трубы
- 1971 — Человек с другой стороны — соратник Извольского
- 1972 — Печки-лавочки — командированный
- 1972 — Чудак из пятого «Б» — тренер по плаванию
- 1973 — Великие голодранцы — мельник
- 1973 — Товарищ генерал — начальник штаба
- 1974 — Степные раскаты
- 1974 — Последняя встреча — Кислов
- 1975 — Пропавшая экспедиция — Харитон
- 1975 — Происшествие — Андрей
- 1975 — Стоянка — три часа — Митрохин
- 1975 — Победитель — Сергеич
- 1976 — Деревня Утка — Прохор
- 1976 — Дни хирурга Мишкина — брат больного
- 1976 — Золотая речка — Харитон
- 1976 — Опровержение — секретарь обкома
- 1976 — Безотцовщина — Виталий Сергеевич
- 1976 — Красное и чёрное — надсмотрщик в тюрьме
- 1977 — Колыбельная для мужчин — экспедитор
- 1977 — Легенда о Тиле — палач
- 1977 — «Посейдон» спешит на помощь — Павел Антонович
- 1977 — Транссибирский экспресс — помощник Федотова
- 1977 — Хомут для Маркиза — Юрий Иванович
- 1978 — Баламут — Киреев, физрук
- 1978 — И снова Анискин — Опупков
- 1978 — Недопёсок Наполеон III — Серпокрылов-отец, директор школы
- 1978 — За всё в ответе — Георгий, отец Никиты (во 2-й серии фильма некоторые сцены озвучил актёр Павел Морозенко)
- 1978 — Риск — благородное дело — режиссёр Леонид Альтов
- 1979 — В одно прекрасное детство — метатель ножей
- 1979 — Гараж — пайщик в очках
- 1979 — Мишка на севере
- 1979 — На новом месте — Лямин
- 1979 — Сыщик — пассажир «Запорожца»
- 1980 — Вам и не снилось… — эпизод (нет в титрах)[5]
- 1980 — Вечерний лабиринт — постоялец гостиницы
- 1980 — Серебряные озёра — отец Тони
- 1980 — У матросов нет вопросов — врач
- 1981 — Мы, нижеподписавшиеся — ревизор
- 1981 — Рождённые бурей — Сигизмунд Раевский
- 1981 — Приказ: огонь не открывать — Алексеев
- 1981 — Похищение века — администратор гостиницы
- 1982 — Берегите мужчин! — Глотов, председатель месткома
- 1982 — Возвращение резидента — Леонид Круг
- 1982 — Женатый холостяк — пассажир с рыбой
- 1982 — Инспектор ГАИ — пьяный водитель самосвала
- 1982 — Профессия — следователь — сотрудник милиции (эпизод)
- 1982 — Инспектор Лосев — Николов
- 1982 — Не было печали — дежурный милиционер, капитан
- 1983 — Дамское танго — полковник милиции, командировочный
- 1983 — Карантин — везучий прохожий
- 1983 — Без особого риска — отец Петрова
- 1983 — Набат — главарь террористов
- 1984 — Медный ангел — гангстер Макс
- 1984 — Парашютисты — Владимир Микешин
- 1985 — День гнева
- 1986 — От зарплаты до зарплаты — главбух Андрианов
- 1986 — Рысь возвращается — браконьер
- 1986 — Путешествия пана Кляксы — магистр Пилюль II, правитель Аптекарии (озвучивание)
- 1986 — Без срока давности — Семен Шинда
- 1987 — Визит к Минотавру — завмаг
- 1987 — Импровизация на тему биографии
- 1987 — Век мой, зверь мой
- 1987 — Христиане — судья
- 1987 — О дружбе и недружбе (к/м)
- 1987 — Клуб женщин — Виктор Николаевич
- 1988 — Двое и одна — редактор газеты
- 1988 — Ёлки-палки! — доктор
- 1988 — Имя — железнодорожник
- 1988 — Маленькая Вера — пациент в больнице
- 1988 — Пусть я умру, Господи! — камео
- 1988 — Тайна золотого брегета
- 1989 — Прямая трансляция — Владлен Петрович
- 1990 — Живая мишень — секретарь обкома КПСС
- 1990 — Наша дача — Пантелеймон Федотов
- 1990 — Нелюдь, или В раю запрещена охота — Титов
- 1990 — Пропал друг — продавец щенков
- 1991 — Заряженные смертью — командир американской авиабазы
- 1991 — Чёртов пьяница
- 1991 — Болотная street, или Средство против секса — жилец-депутат
- 1992 — Белые одежды— ректор Варичев
- 1992 — Менялы — Прохор Игнатьич
- 1992 — Преступление не будет раскрыто
- 1992 — Убийство на Ждановской — Андропов
- 1992 — Исполнитель приговора — Глеб Данилыч
- 1993 — Чёрная акула — генеральный конструктор (озвучивание)
- 1993 — Стрелец неприкаянный — полковник милиции
- 1993 — Русский бизнес — Босс
- 1993 — Наш пострел везде поспел
- 1993 — Сокровище моей семьи / Моя семейная реликвия (США—Россия) — Василий
- 1993 — Завещание Сталина — отец Сташкова
- 1993 — Альфонс — Толя
- 1994 — Ноктюрн для барабана и мотоцикла
- 1994 — Русское чудо — Плешивый
- 1994 — Хаги-Траггер — киллер по кличке «Ворошиловец»
- 1994 — Мастер и Маргарита — Максимилиан Андреевич Поплавcкий, дядя Берлиоза
- 1995 — Барышня-крестьянка — мажордом
- 1995 — Ехай! — Леонид Макарыч
- 1999 — Что сказал покойник?
- 1999 — Транзит для дьявола — Казимир (озвучил Артём Карапетян)

### Киножурнал «Ералаш»
- 1975 — Выпуск № 5 (сюжет «Очевидное-невероятное»)[6] — учитель физики (нет в титрах)
- 1982 — Выпуск № 31 (сюжет «Необыкновенные приключения трёх мушкетёров в России»)[7] — директор школы
- 1988 — Выпуск № 68 (сюжет «Осторожно, ученик!»)[8] — пассажир (нет в титрах)
- 1992 — Выпуск № 95 (сюжет «Трудное детство»)[9] — зритель (нет в титрах)
- 1993 — Выпуск № 101 (сюжет «Школа моей мечты»)[10] — Фёдор Иванович, учитель географии (нет в титрах)

### Киножурнал «Фитиль»
- 1977 — Выпуск № 182 (новелла «Громоотвод») — Павел Трофимович, метрдотель в ресторане
- 1980 — Выпуск № 218 (новелла «Придирчивый заказчик») — заказчик в ателье
- 1983 — Выпуск № 249 (новелла «Незабываемая встреча») — начальник
- 1986 — Выпуск № 287 (новелла «Покупка») — директор магазина
- 1986 — Выпуск № 291 (новелла «Сюрприз») — сосед
- 1991 — Выпуск № 348 (новелла «Группа захвата») — начальник
- 1993 — Выпуск № 377 (новелла «Так жить нельзя»)
- 1994 — Выпуск № 382 (новелла «Вопросы языкознания») — покупатель на рынке